# Ауслендер, Роза
Роза Ауслендер (нем. Rose Ausländer, настоящее имя Розалия Шерцер, Rosalie Beatrice Scherzer; 11 мая 1901, Черновицы, Австро-Венгрия — 3 января 1988, Дюссельдорф, ФРГ) — немецкая поэтесса еврейского происхождения, писала на немецком и английском языках.

## Биография
Отец — Зигмунд Шерцер (1871—1920) — происходил из Садгоры; мать — Кати (Этя-Ривка) Биндер  (1873—1947) — была уроженкой Черновиц. Училась в  Черновцах и Вене, в 1921 вместе с будущим мужем переехала в США. Издавала газету «Westlicher Herold», получила американское гражданство в 1926 г., первые стихи опубликовала в Нью-Йорке в 1928 году. В 1931 вернулась в Черновцы, чтобы ухаживать за больной матерью, прожила здесь до 1936, утратив гражданство США. В 1939 при поддержке земляка, известного поэта Альфреда Маргул-Шпербера, выпустила в Черновцах первую книгу стихов «Радуга» («Der Regenbogen»), однако значительная часть тиража погибла при оккупации города немецкими войсками. Печаталась в местной газете «Czernowitzer Morgenblatt». До 1944 г. находилась в Черновицком гетто, где познакомилась с П. Целаном (ещё один, и последний раз, они увиделись в 1957 в Париже). В течение года скрывалась, чтобы не оказаться отправленной в концлагерь, в 1944 была освобождена советскими войсками. Вернулась в США, вновь получила американское гражданство в 1948. До 1956 не писала стихов на немецком языке, перейдя на английский. В 1965 вышла вторая книга её стихов «Слепое лето» («Blinder Sommer»). В 1967 вернулась в ФРГ. После 1978 страдала тяжелым артритом, не могла самостоятельно писать и диктовала свои стихи. Скончалась в  доме престарелых еврейской общины Дюссельдорфа.

## Творчество
Экспрессивная и при этом лапидарная поэзия Розы Ауслендер близка поэтике  П. Целана, Н. Закс. Её наследие — более двадцати стихотворных книг, они переведены на большинство европейских языков.

## Признание
Награждена премиями Гейне (1966), А. Дросте-Хюльсхофф (1967), Большим германским крестом «За заслуги» (1987).
«Три песни» на слова Р. А. принадлежат американскому композитору Элизабет Александер, четыре пьесы для хора — немецкому композитору Германну Гроссе-Шваре.

## Сводные издания
- Gesammelte Werke in 8 Bänden/ Hrsg. v. Helmut Braun.Frankfurt/M.: S. Fischer Verlag,  1984-1990.
- Ich zähle die Sterne meiner Worte. Gedichte. Frankfurt/Main: Fischer-TB.-Verlag, 1989.
- The Forbidden Tree. Englische Gedichte/ Hrsg. v. Helmut Braun. Frankfurt/M.: Fischer Taschenbuch Verlag 1995.
- Die Nacht hat zahllose Augen. Prosa/ Hrsg. v. Helmut Braun. Frankfurt/M.: Fischer Taschenbuch Verlag 1995.
- Gedichte. Manderscheid: Kultur- und Literaturzentrum Rose Ausländer, 2004.

### Публикации на русском языке
- Вести дождя. М.: Художественная литература, 1987.
- Лира семи городов. М.: Художественная литература, 1992.
- Свет и слово// Литературный европеец, 2003, № 51, с.27.
- Кто надеется/ молод. Кёльн, 2002 (на немецком и русском языках).
- Пейзажи из дыма / Пер. с нем. Г. Ратгауза // «Лехаим», № 5 (157), май 2005[1].